# 林聖梁
林聖梁（？—），台湾企业家，大曜集團總裁。美國紐約大學藝術、柏克萊大學管理学雙博士學位畢業。曾任桃園縣議會機要秘書、台灣科技產業協會理事。自行創立多所公司，是大曜光電、台曜科技及廣翔科技公司負責人。經常前往中國大陸及亞洲各國，參與科技、經濟及貿易的交流活動。1997年，獲選成為美國公費訪問學者，前往西雅圖參觀微軟創辦人比爾蓋茲的住所。2012年，參加第40屆國際日內瓦發明展，獲得節能類「金牌獎」、照明設備光能源再利用裝置「全場金牌特別獎」及散熱風扇能源再生裝置「銀牌獎」等獎項。